# 萩山口信用金庫
萩山口信用金庫（はぎやまぐちしんようきんこ）は、山口県山口市に本店を置く信用金庫。2010年1月12日に、山口信用金庫・萩信用金庫の2金庫が合併して発足した。

## 合併までの経緯
2008年9月3日、山口・萩の2信用金庫が2010年1月12日を期日として対等合併すると発表した。これと同時に、合併後の名称を『萩山口信用金庫』と決定した。
合併後の信金は、合併発表当時にある6信金中で、預金・貸付とも第2位の規模となる。また、新信金の本店を山口信金の本店に置き、萩信金の本店には萩地区本部を設置して運営する。
2009年12月16日付けで中国財務局より合併認可書が両信金に対して交付された。

## 沿革
- 1919年（大正8年）1月17日 - 有限責任山口信用組合として設立。
- 1951年（昭和26年）10月 - 山口信用金庫に改組。
- 2010年（平成22年）1月12日 - 山口・萩の2信用金庫が合併。萩山口信用金庫となる（存続金庫：山口信金）。
- 2018年（平成30年）8月8日 - 営業地域を山口県全域と島根県益田市(旧益田市に限る)に拡大。
- 2019年（平成31年）1月17日 - 創立100周年。

## シンボルマーク
当金庫のシンボルマークは、2009年12月16日の合併両金庫に対する合併交付式（中国財務局にて）の後に披露された。
シンボルマークは、信用金庫のアルファベットの頭文字である『S』をモチーフに、強い元気な人をイメージしながら、緑と夏みかんの2色で表現している。

## 不祥事
- 2017年（平成29年）4月6日 - 山口市の支店に勤務していた女性職員（30代）が、3月9日に大内支店に業務の応援で入った際、支店内の金庫に保管されていた現金500万円を着服した。金庫は6日付で女性職員を懲戒解雇処分とした。着服した現金は全額返済されたということで、金庫は刑事告訴はしない方針[4]。
- 2018年（平成30年）12月21日 - 橋本支店の男性職員（30代）が、複数の顧客からら集金した定期積金の掛金を入金処理せず着服。金庫は12月21日付で男性職員を懲戒解雇処分とした。被害総額は714,000円（14先 27件）。元男性職員の家族より、全額弁済[5]。